# Nina Fischer
Nina Fischer (* 1. November 1980 in Winterberg) ist eine deutsche Schauspielerin, Moderatorin und Sängerin. Sie lebt in München.

## Werdegang
Ihre Ausbildung zur Schauspielerin absolvierte Nina Fischer unter anderem im Margie Haber Studio, Los Angeles, im Upright Citizens Brigade Los Angeles, Comedy Improv und im Scott Sedita Acting Studios Los Angeles. Ihr Gesangsrepertoire umfasst Pop, Soul, Funk-Rock, House und Jazz. Mit 17 Jahren hat sie mehrere Karaoke-Wettbewerbe gewonnen und erhielt dadurch ihren ersten Plattenvertrag bei ZYX. 2008 erhielt sie von EMI einen Plattenvertrag als „ZouNina feat. High Heels“. 2012 trat sie in der „Comedyshow des Jahres“ mit Cindy aus Marzahn als Sängerin des Opening Songs auf.
2024 fand der Release von Precious Moments - Enerdizer X Chris Nitro feat. Nina Fischer auf Kontor Records statt, und 2025 der Release von Shadows in the Dark - DJ T.H., Enerdizer, Chris Nitro feat. Nina Fischer ebenfalls auf Kontor Records. 

## Filmografie (Auswahl)
- 2014: Ohne Konsequenz, Kurzfilm[1]
- 2018: Nature, Fernsehserie, 2 Folgen[2]
- 2019: Secrecy, Feature Film[3]

## TV-Auftritte (Auswahl)
- 2020: Vorsicht Falle!, ZDF[4]
- 2021: M.O.M, Joyn

## Auszeichnungen
- Festigious International Film Festival, Los Angeles (Best Supporting Actress 2018) in Secrecy.[5]
- New York Film Awards, USA (Best Actress 2018) in Secrecy.[6]
- Oniros Film Awards, Italien (Best Supporting Actress 2018)[7]